# Aleksy Antkiewicz
Aleksy Antkiewicz est un boxeur polonais né le 12 novembre 1923 à Katlewo et mort le 3 avril 2005 à Gdańsk.

## Carrière
Médaillé d'argent aux Jeux olympiques d'Helsinki en 1952 (poids légers) et médaillé de bronze à Londres en 1948 (poids plumes), sa carrière amateur est également marquée par une médaille de bronze aux championnats d'Europe de Varsovie en 1953 dans la catégorie poids légers et par 5 titres de champion de Pologne entre 1947 et 1951.

## Palmarès

### Jeux olympiques
- Médaille de bronze en 1948 à Londres en poids plumes (moins de 58 kg)
- Médaille d'argent en 1952 à Helsinki en poids légers (moins de 60 kg)

### Championnats d'Europe de boxe amateur
- Médaille de bronze en 1953 à Varsovie en poids légers (-60 kg)

### Championnats de Pologne de boxe
- Aleksy Antkiewicz a été 5 fois champion de Pologne : de 1947 à 1950 (poids plumes), et en 1951 (poids légers).
- Il a été 1 fois vice-champion de Pologne en 1954 (poids légers).

## Honneurs et distinctions
Aleksy Antkiewicz est élu sportif polonais de l'année en 1948.

## Référence
1. ↑  (en) Résultats des Jeux olympiques 1948 (amateur-boxing.strefa.pl)